# Kepler-371
Kepler-371 (còn được gọi là KOI-2194 hoặc KIC 3548044) là một ngôi sao cách Trái đất khoảng 2,720 năm ánh sáng. Đây là ngôi sao chủ của một hệ thống đa hành tinh. Trong vùng ở được của ngôi sao này, có 2 Siêu Trái Đất đã được xác nhận và 1 ngoại hành tinh gần Trái Đất chưa được xác nhận.
| Thiên thể đồng hành (thứ tự từ ngôi sao ra) | Khối lượng | Bán trục lớn (AU) | Chu kỳ quỹ đạo (day) | Độ lệch tâm | Độ nghiêng | Bán kính |
| ------------------------------------------- | ---------- | ----------------- | -------------------- | ----------- | ---------- | -------- |
| b                                           | —          | 0.2               | 34.763278±0.000351   | 0           | 89.95°     | 1.89 R🜨  |
| c                                           | —          | 0.313             | 67.968015            | 0           | 89.95°     | 1.78 R🜨  |
| d (chưa xác nhận)                           | —          | —                 | —                    | —           | —          | —        |